# Banaroo’s World
Banaroo’s World (dt. „Banaroos Welt“) ist das Debütalbum der deutschen Pop-Gruppe Banaroo, das am 20. Juni 2005 erschien. Der Longplayer konnte sich mehr als 200.000 mal absetzen und ist somit ihr erfolgreichstes Studioalbum. Es wurde dafür in Deutschland mit Gold ausgezeichnet.

## Titelliste
| #   | Titel                                  | Dauer |
| --- | -------------------------------------- | ----- |
| 1.  | Dubi Dam Dam (Single-Version)          | 3:36  |
| 2.  | Bubble Gum                             | 3:22  |
| 3.  | Fun, Fun                               | 3:06  |
| 4.  | Ringa Ding Ding                        | 3:40  |
| 5.  | Space Cowboy (Single-Version)          | 3:48  |
| 6.  | In the Name of Love                    | 3:12  |
| 7.  | How Deep Is Your Love?                 | 3:12  |
| 8.  | Shoobi Dubi Du                         | 3:27  |
| 9.  | Make You See the Stars (TV-Version)    | 3:41  |
| 10. | I Never Wanna Live My Life without You | 4:27  |
| 11. | Living In a Red Balloon                | 3:56  |
| 12. | Is It Love?                            | 3:56  |
| 13. | Dubi Dam Dam (Musikvideo)              | 3:36  |

## Produktion
Fast alle Titel des Albums wurden von verschiedenen Komponisten und Produzenten erstellt. Das Lied „Dubi Dam Dam“ wurde von Carsten Wegener und Timo Hohnholz produziert. Ebenso das Stück „Ringa Ding Ding“. Auch ein dritter Titel des Albums, genannt „In the Name of Love“, stammt von ihnen. Der siebte Track, „How Deep Is Your Love“, stammt auch aus ihrer Feder. Einen weiteren Song steuerten sie zum Album hinzu. Dies ist „I Never Wanna Live My Life without You“. Das sechste Lied, das Wegener und Hohnholz produzierten, war das Stück „Living In a Red Balloon“. Christian Geller, der bereits für alle vier Studioalben der Gruppe beFour verantwortlich war, schrieb den Track „Bubble Gum“.
Thorsten Brötzmann und Ivo Moring zeichneten sich für die Titel „Fun, Fun“ und „Shoobi Dubi Du“ verantwortlich. Komposition und Text stammen bei „Space Cowboy“, das als zweite Single veröffentlicht wurde, von Thorsten Brötzmann, Terri Bjerre und von Ivo Moring. Für das Stück „Make You See the Stars“ wurden drei ganz andere Songwriter und Produzenten angefragt. Dietmar Hamann, Astrid Lange und Solomon N. Thomas schrieben und produzierten das Lied für Banaroo. Das letzte Lied der Platte, „Is It Love?“, wurde von Didi Hamann und Astrid Lange produziert. Das Album enthält zusätzlich noch das Musikvideo zu „Dubi Dam Dam“.

## Kommerzieller Erfolg

### Chartplatzierungen
Schließlich erschien das Album in Deutschland, Österreich und in der Schweiz am 20. Juni 2005. Es platzierte sich auf Position eins in Deutschland (30 Wochen in der Chartwertung) und in Österreich (23 Wochen in der Chartwertung). In der Schweiz schaffte es der Longplayer auf Platz sieben und hielt sich 19 Wochen in den Charts. Aus dem Album wurden zwei Singles ausgekoppelt. Diese waren „Dubi Dam Dam“ und „Space Cowboy“. Die Debütsingle wurde die erfolgreichste der Band, denn das Lied verkaufte sich mehr als 150.000 mal. Auch der Song „Space Cowboy“ schaffte es in zwei Ländern in die Charts.
| ChartsChartplatzierungen | Höchstplatzierung | Wochen |
| ------------------------ | ----------------- | ------ |
| Deutschland (GfK)        | 1 (30 Wo.)        | 30     |
| Österreich (Ö3)          | 1 (23 Wo.)        | 23     |
| Schweiz (IFPI)           | 7 (19 Wo.)        | 19     |

| ChartsJahrescharts (2005) | Platzierung |
| ------------------------- | ----------- |
| Deutschland (GfK)         | 17          |
| Österreich (Ö3)           | 11          |
| Schweiz (IFPI)            | 76          |

### Auszeichnungen für Musikverkäufe
| Land/Region        | Auszeichnungen für Musikverkäufe (Land/Region, Auszeichnung, Verkäufe) | Verkäufe |
| ------------------ | ---------------------------------------------------------------------- | -------- |
| Deutschland (BVMI) | Platin                                                                 | 200.000  |
| Insgesamt          | 1× Platin ·                                                            | 200.000  |

## Singleauskopplungen

### Dubi Dam Dam
Als Debütsingle erschien am 22. Mai 2005 der Song „Dubi Dam Dam“. Auch in den Niederlanden schaffte der Titel einen Charteinstieg. Hier konnte sich das Stück auf Position 36 platzieren und fiel nach vier Wochen aus den Charts. Die Regie beim Dreh des Videos führte Robert Bröllochs. Tobias Rupp zeichnete alle Szenen auf. Der Produktionsleiter war Matthias Sperle. Die Produktionsfirma, die das aufwendige Fantasyvideo erstellte, war die Camelot Filmproduktionen. In Belgien erreichte eine Coverversion der Band Swoop 2006 Platz 41 der Charts und hielt sich 3 Wochen in diesen.

### Space Cowboy
„Space Cowboy“ erschien als zweite und letzte Single aus dem Album. Der Song belegte Platz fünf in Deutschland und war insgesamt zehn Wochen in den Charts. Auf Platz 12 schaffte es der Song in Österreich und in der Schweiz belegte das musikalische Werk Position 17. Hier war die Single auch wie in Deutschland zehn Wochen in der Chartwertung vertreten. Produziert wurde das Video von Michael Bröllochs. Auch bei diesem Videodreh war Robert Bröllochs der Regisseur. Die Aufnahmen stammen von Jason West. Matthias Sperle ist der Leiter dieser Produktion. Die Musikfirma GmbH ist der Verleih der Camelot Filmproduktionen, die auch „Dubi Dam Dam“ produzierten.